# Odontogama
Odontogama is een geslacht van vlinders van de familie spinners (Lasiocampidae).

## Soorten
- O. milleri Tams, 1926
- O. nigricans Aurivillius, 1915
- O. superba (Aurivillius, 1915)